# Мунір Гамуд
Мунір Гамуд (норв. Mounir Hamoud; 1 лютого 1985, Надор, Марокко — 12 лютого 2024) — колишній норвезький футболіст марокканського походження, відомий за виступами у клубах «Буде-Глімт» та «Стремсгодсет».

## Клубна кар'єра
Мунір Гамуд народився у Марокко у місті Надор. Та свою футбольну кар'єру він розпочав у Норвегії, де 2004 року грав у столичному клубі «Люн».
З 2006 року він п'ять сезонів провів у клубі «Буде-Глімт», погравши з командою і у Першому дивізіоні і у Тіппелізі. У 2012 році футболіст приєднався до клубу «Стремсгодсет», де одразу став гравцем основи і зробив вагомий внесок в чемпіонський титул 2013 року. Після закінчення сезону 2019 року Мунір Гамуд вирішив завершити ігрову кар'єру.

## Збірна
Маючи марокканське коріння, Мунір Гамуд на міжнародному рівні обрав збірну Норвегії, де провів кілька матчів на рівні юнацьких та молодіжної збірних. У січні 2009 року Гамуд отримав виклик до національної збірної Норвегії але на поле так і не вийшов.

## Досягнення
Стремсгодсет
 Чемпіон Норвегії: 2013